# Inspektorat Gniezno Armii Krajowej
Inspektorat Gniezno Armii Krajowej – terenowa struktura Okręgu Poznań Armii Krajowej.

## Skład organizacyjny
Struktura organizacyjna podana za Atlas polskiego podziemia niepodległościowego:
- Obwód Gniezno